# Arteria thoracoacromialis

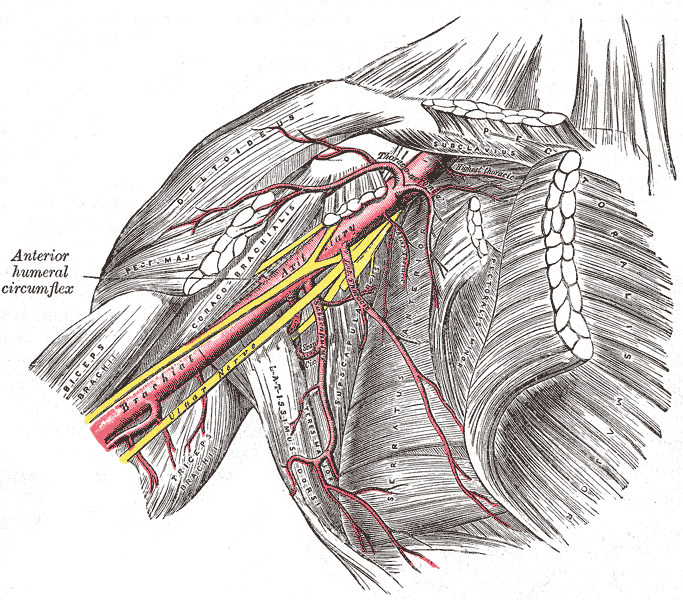
Die Arteria axillaris mit Abzweigungen

Die Arteria thoracoacromialis („Brustkorb-Gräteneck-Arterie“) ist eine Schlagader der Schultergegend des Menschen. Sie entspringt, vom Musculus pectoralis minor bedeckt, aus der Achselarterie und teilt sich kurz darauf in vier Äste.
| Ast                | Beschreibung |
| Ramus pectoralis   | Der Ramus pectoralis steigt zwischen den Brustmuskeln ab und verzweigt sich in ihnen. Er entsendet Äste an die Brustdrüse, wo sie mit den Rami intercostales der Arteria thoracica interna (früher: Arteria mammaria interna) und der Arteria thoracica lateralis anastomosieren. |
| Ramus acromialis   | Er zieht seitlich über den Processus coracoideus unter den Musculus deltoideus, in dem er sich verzweigt. Sein Endast durchbohrt den Muskel und endet am Acromion in einem Arteriengeflecht aus Ästen der Arteria scapularis transversa und Arteria circumflexa humeri posterior. |
| Ramus clavicularis | Er zieht aufwärts und zur Mitte hin zum Sternoklavikulargelenk und versorgt dieses sowie den Musculus subclavius. |
| Ramus deltoideus   | Er überkreuzt den Musculus pectoralis minor und zusammen mit der Vena cephalica über die Mohrenheim-Grube in den Sulcus deltoideopectoralis. Er versorgt Musculus pectoralis major und Musculus deltoideus.                                                                       |